# Ulica Wawelska w Katowicach
Ulica Wawelska w Katowicach − jedna z najstarszych ulic w katowickiej dzielnicy Śródmieście. Jest jedną z najkrótszych katowickich ulic; rozpoczyna swój bieg przy skrzyżowaniu z ulicą 3 Maja, kończy przy ulicy Młyńskiej. Na całej długości ulica jest deptakiem, o przebiegu południkowym.

## Opis

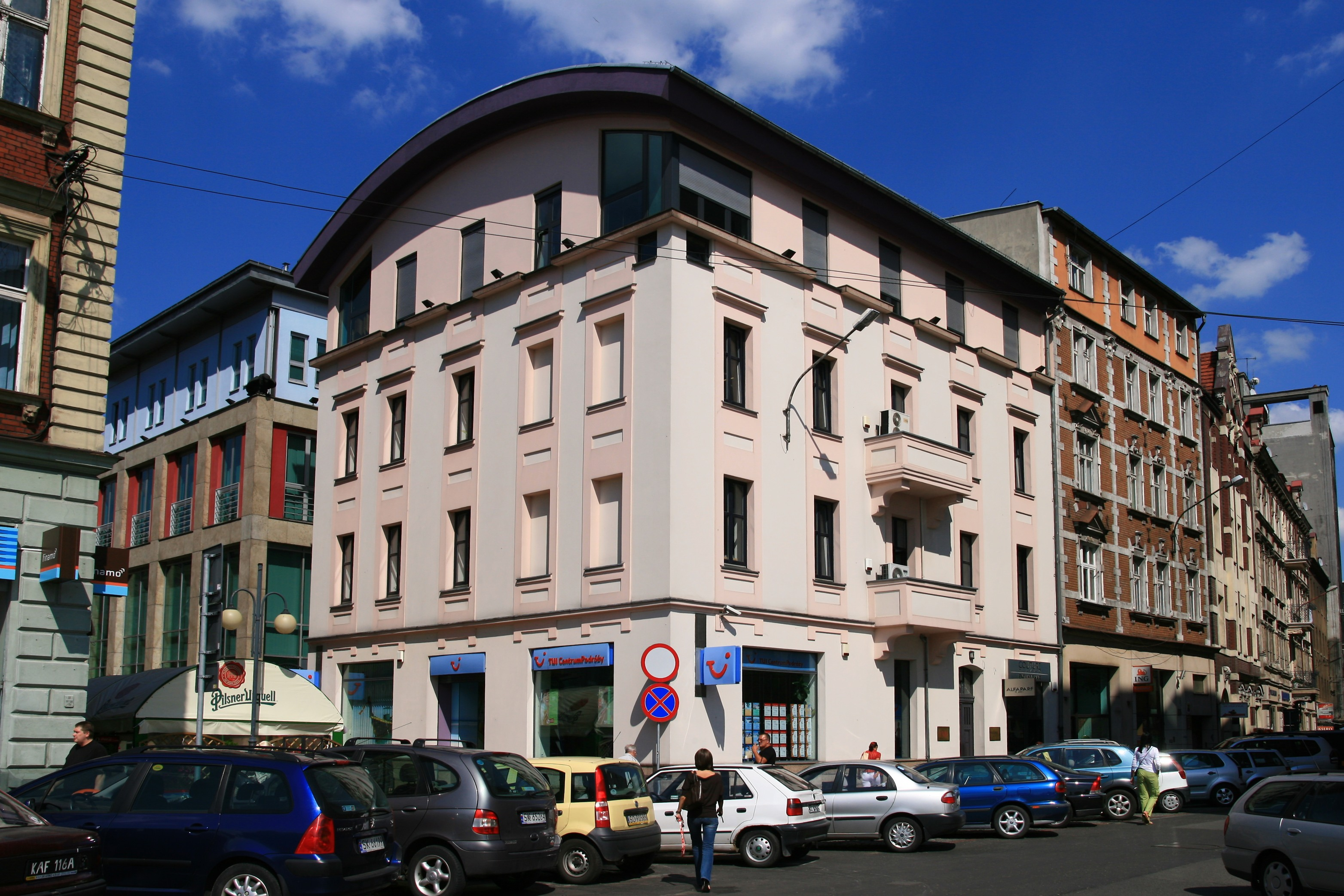
zabytkowy budynek na rogu ulic Wawelskiej i Młyńskiej (ul. Młyńska 11)

Swoją siedzibę przy ulicy Wawelskiej mają: biura nieruchomości, kawiarnie, sklepy, butiki, restauracje, banki, salony fryzjerskie i kosmetyczne, dom maklerski, Towarzystwo Społeczno-Kulturalne Żydów w Polsce (ul. Wawelska 2/3).
Ulica Wawelska jest zaliczona przez władze miasta do przestrzeni publicznych o funkcji reprezentacyjnej i integrującej Śródmieście.
W dniach 15−17 maja 2008 pod patronatem Primatora Ostrawy i Prezydenta Miasta Katowice oraz przy wsparciu Konsula Generalnego Republiki Czeskiej w Katowicach odbyła się kolejna edycja "Dni Czesko-Polskich" zorganizowana w 12 rocznicę podpisania "Umowy o współpracy między Miastem Katowice i Miastem Ostrawa". W jej ramach nan trasie Rynek − ul. 3 Maja − ul. Wawelska zorganizowano wystawę zdjęć miasta Ostrawa. W czasie tych dni ulicę Wawelską nazwano "ulicą Stodolni". Wystąpiły na niej polskie i czeskie zespoły muzyczne, takie jak: czeski zespół muzyczny typu dehovka "Naladička" z Karwiny, zespoły z Ostrawy: "Orginal sin" (rock) oraz "Zpocení voko" (blues). Odbyły się także koncerty muzyki poważnej, zorganizowane przez IPiUM "Silesia" (Antonín Dvořák, Bedřich Smetana, Bohuslav Martinů).
Ulica Wawelska na całej długości jest wyłożona ozdobną kostką brukową. Na budynku mieszkalno-biurowym przy ul. Wawelskiej 4 znajduje się stacja bazowa telefonii cyfrowej Era GSM o oznaczeniu BTS-50340 Nowy Salon.
W okresie Rzeszy Niemieckiej (do 1922) i w latach niemieckiej okupacji Polski (1939−1945) ulica nosiła nazwę Rüppelstraße.

## Obiekty zabytkowe
Przy ulicy Wawelskiej znajdują się następujące historyczne obiekty:
- Kamienica mieszkalno-handlowa (ul. Wawelska 1); wybudowana około 1898 według projektu A. Czieślika (w miejscu fabryczki mydła Czwiklitzera), w stylu eklektycznym z elementami neobaroku. Wzniesiono ją na planie prostokąta, z oficyną tylną. Na symetrycznej, licowanej cegłą, frontowej elewacji zaznaczono oś centralną, detal architektoniczny jest tynkowany. Bryła budynku jest prosta, zwarta, trójkondygnacyjna, podpiwniczona, z poddaszem, nakryta dachem dwuspadowym o stromej połaci frontowej, z mansardami. Parter wtórnie przebudowano, na osi skrajnej od strony północnej umiejscowiono bramę wjazdową. Pozostałe kondygnacje są siedmioosiowe, na osi centralnej umieszczono balkony z ozdobną, oryginalną, kutą balustradą. Na drugiej kondygnacji prostokątne okna w uszatych opaskach zamknięto gzymsami, na trzeciej nad oknami − zastosowano płyciny z dekoracją sztukatorską o motywach roślinnych. Fasadę zwieńczono gzymsem opartym na konsolach. Zachowały się drewniane schody zabiegowe z podestami i drewnianą tralkową balustradą. W oknach klatki schodowej zachowała się pierwotna stolarka okienna z przeszkleniem kolorowymi i trawionymi szybkami. Na podestach istnieje wielobarwna posadzka lastrykowa.
- Kamienica mieszkalno-handlowa (ul. Wawelska 3)[12]; wzniesiona w 1890. Narożnik obejmujący kamienice przy ul. Młyńskiej 13 i Wawelskiej 3 zaprojektował Max Schalscha. Jego propozycją była inna dekoracja fasady − identyczna jak kamienicy narożnej. Projekt zrealizowano, lecz budynkowi nadano odmienną szatę − eklektyczną z elementami dominującymi północnego neorenesansu i neobaroku. Budowla została zaprojektowana na rzucie zbliżonym do odwróconej litery "L" i usytuowana na linii pierzei ulicznej. Bryła jest prosta, z nieznacznymi ryzalitami na osiach skrajnych, czterokondygnacyjna, podpiwniczona, z poddaszem, nakryta dachem dwuspadowym o niewielkim spadku. Elewacja frontowa na pozostałych kondygnacjach jest symetryczna, sześcioosiowa, licowana żółtą cegłą, a detal architektoniczny − tynkowany. Parter został współcześnie przebudowany, na osi centralnej umieszczono drzwi wejściowe. Na parterze ryzality opięto boniowanymi pasami, a na pozostałych kondygnacjach − lizenami zdobionymi diamentowymi boniami. Nad oknami drugiej kondygnacji znajdują się naczółki trójkątne, nad oknami trzeciej − gzymsy. Prostokątne okna umiejscowiono w tynkowanych opaskach, zdobionych podobnie jak lizeny. Fasadę zwieńczono gzymsem opartym na konsolach. W sieni i na podestach zachowana oryginalna posadzka ceramiczna. Drewniane dwubiegowe schody posiadają drewnianą balustradę tralkową. Zachowała się w 70% oryginalna stolarka okienna.
- Kamienica mieszkalno-handlowa (ul. Młyńska 11, róg z ul. Wawelską); wzniesiona w 1859 na rogu Mühlstraße i Rüppelstraße, na planie prostokąta, posiadająca trzy kondygnacje i lekko nachylony czterospadowy dach. Elewacja budynku została wytynkowana. Zwieńczeniem parteru jest ozdobny gzyms. Na osi umieszczono, wsparte na konsolach, balkony z pełną murowaną balustradą. Blendy w kształcie okien zastosowano w jednoosiowej elewacji bocznej. We wnętrzu zachowały się dwubiegowe schody. Współcześnie dobudowano czwarte piętro.

Pod numerem 4 znajduje się cenny architektonicznie budynek handlowo-biurowy, wzniesiony w latach 1998−1999 według projektu Leszka Moski i Mariusza Rachuby z 1997. Konstrukcję nadzorowali inżynierowie E. Kincel i N. Kincel. Obiekt posiada powierzchnię użytkową 770 m² i kubaturę 4500 m³. Za projekt budynku architekci otrzymali nagrodę Prezydenta Miasta Katowic "Architektura Roku 1999".